# Týřovice (Pačejov)
Týřovice jsou malá vesnice, část obce Pačejov v okrese Klatovy v Plzeňském kraji. Nachází se asi dva kilometry jihozápadně od Pačejova. Týřovice leží v katastrálním území Týřovice u Pačejova o rozloze 1,89 km².

## Historie
První písemná zmínka o vesnici pochází z roku 1364.

## Obyvatelstvo
| Rok            | 1869 | 1880 | 1890 | 1900 | 1910 | 1921 | 1930 | 1950 | 1961 | 1970 | 1980 | 1991 | 2001 | 2011 | 2021 |
| -------------- | ---- | ---- | ---- | ---- | ---- | ---- | ---- | ---- | ---- | ---- | ---- | ---- | ---- | ---- | ---- |
| Počet obyvatel | 101  | 91   | 79   | 77   | 78   | 95   | 80   | 48   | 44   | 47   | 41   | 34   | 25   | 27   | 28   |
| Počet domů     | 12   | 13   | 12   | 12   | 13   | 13   | 13   | 17   | 17   | 12   | 11   | 14   | 14   | 16   | 15   |

## Obecní správa
Při sčítání lidu v letech 1850–1899 Týřovice byly osadou obce Pačejov v okrese Strakonice. V letech 1900–1963 byly osadou obce Velešice, se kterým patřily nejprve do okresu Strakonice, ale v roce 1950 v okrese Horažďovice. Od roku 1964 jsou opět částí obce Pačejov v okrese Klatovy.